# Eddie Dunbar
Edward "Eddie" Dunbar (* 1. září 1996) je irský profesionální silniční cyklista jezdící za UCI WorldTeam Team Jayco–AlUla.

## Kariéra
V září 2018 se Dunbar stal s okamžitou platností členem Teamu Sky poté, co jeho předchozí zaměstnavatel, tým Aqua Blue Sport, k němuž se na začátku téhož roku připojil, se začal potýkat s finančními potížemi a se schválením od UCI odsouhlasil zrušení Dunbarova kontraktu. V květnu 2019 byl Dunbar jmenován na startovní listině Gira d'Italia 2019. Ve dvanácté etapě závodu získal třetí místo z úniku. V srpnu 2022 bylo oznámeno, že Dunbar podepsal tříletý kontrakt s UCI WorldTeamem Team Jayco–AlUla od sezóny 2023.

## Hlavní výsledky
2013
Národní šampionát
 vítěz časovky juniorů
Junior Tour of Wales
5. místo celkově
2014
Národní šampionát
 vítěz silničního závodu juniorů
3. místo časovka juniorů
Junior Tour of Wales
 celkový vítěz
vítěz etap 2 a 5
Trofeo Karlsberg
 celkový vítěz
2. místo Shay Elliott Memorial Race
2015
Národní šampionát
 vítěz silničního závodu do 23 let
2. místo silniční závod
2. místo časovka
2. místo časovka do 23 let
Tour of the Reservoir
4. místo celkově
Mistrovství Evropy
9. místo časovka do 23 let
2016
Národní šampionát
 vítěz časovky do 23 let
2. místo časovka
An Post Rás
4. místo celkově
vítěz 7. etapy
Mistrovství Evropy
6. místo časovka do 23 let
Mistrovství světa
9. místo časovka do 23 let
2017
vítěz Ronde van Vlaanderen Beloften
Le Triptyque des Monts et Châteaux
2. místo celkově
Národní šampionát
3. místo časovka do 23 let
3. místo Trofeo Città di San Vendemiano
Volta ao Alentejo
5. místo celkově
5. místo Clássica da Arrábida
6. místo Gran Premio Palio del Recioto
2018
Kolem Belgie
4. místo celkově
5. místo Volta Limburg Classic
Tour de Yorkshire
8. místo celkově
Tour de l'Avenir
8. místo celkově
8. místo Memorial Marco Pantani
2019
Národní šampionát
2. místo silniční závod
2. místo časovka
Tour de Yorkshire
3. místo celkově
Route d'Occitanie
5. místo celkově
Tour de Wallonie
6. místo celkově
6. místo Giro della Toscana
Tour de La Provence
7. místo celkově
2020
4. místo Giro dell'Emilia
Tour de La Provence
6. místo celkově
2021
Tour de Suisse
 vítěz soutěže mladých jezdců
9. místo GP Industria & Artigianato di Larciano
2022
Settimana Internazionale di Coppi e Bartali
 celkový vítěz
Tour de Hongrie
 celkový vítěz
Národní šampionát
3. místo časovka
2023
Giro d'Italia
7. místo celkově
Tour de Pologne
7. místo celkově
Tour de Romandie
9. místo celkově
2024
Vuelta a España
vítěz etap 11 a 20

### Výsledky na Grand Tours
| Grand Tour      | 2019 | 2020 | 2021 | 2022 | 2023 | 2024 |
| --------------- | ---- | ---- | ---- | ---- | ---- | ---- |
| Giro d'Italia   | 22   | —    | —    | —    | 7    | —    |
| Tour de France  | —    | —    | —    | —    | —    | —    |
| Vuelta a España | —    | —    | —    | —    | DNF  | 11   |

| —   | Nezúčastnil se |
| DNF | Nedokončil     |